# West Lexham
West Lexham – wieś w Anglii, w Norfolk. W 1931 wieś liczyła 101 mieszkańców.